# Seznam uměleckých realizací ve veřejném prostoru na Josefově (Praha)
Seznam uměleckých realizací na Josefově v Praze 1 obsahuje tvorbu výtvarných umělců umístěnou ve veřejném prostoru v katastrálním území Josefov. Seznam je řazen podle ulic a nemusí být úplný.

## Seznam uměleckých realizací
| Název                         | Fotografie                                                                 | Lokace                                                   | Autor                       | Rok  | Popis        | Poznámka                                                                     |
| ----------------------------- | -------------------------------------------------------------------------- | -------------------------------------------------------- | --------------------------- | ---- | ------------ | ---------------------------------------------------------------------------- |
| Pamětní deska studentům       | Kategorie „Pamětní deska studentům (Zdeněk Kolářský)“ na Wikimedia Commons | 17. listopadu 207/6 50°5′28,68″ s. š., 14°25′3,79″ v. d. | Zdeněk Kolářský (1931–2022) | 1974 | reliéf       | budova bývalého Mezinárodního svazu studentstva                              |
| Pomník Franze Kafky           | Kategorie „Franz Kafka statue by Jaroslav Róna“ na Wikimedia Commons       | Dušní 50°5′24,41″ s. š., 14°25′14,67″ v. d.              | Jaroslav Róna (*1957)       | 2003 | socha, bronz | odhaleno 4. prosince; exteriér                                               |
| Vítězná figura s pochodní (†) | Kategorie „Vítězná figura s pochodní (Jiří Babíček)“ na Wikimedia Commons  | Pařížská 207/25 50°5′28,73″ s. š., 14°25′4,52″ v. d.     | Jiří Babíček (*1930)        | 1974 | reliéf       | budova bývalého Mezinárodního svazu studentstva; odstraněno při rekonstrukci |